# Zdzisław Przebindowski
Zdzisław Przebindowski (ur. 7 listopada 1902 w Krakowie, zm. 4 stycznia 1986 tamże) – polski artysta malarz, profesor Akademii Sztuk Pięknych w Krakowie, wiceprezes krakowskiego Towarzystwa Przyjaciół Sztuk Pięknych. Wychował się w rodzinie o artystycznych tradycjach. Jego stryjeczny dziadek Józef Przebindowski był rzeźbiarzem. Ojciec Franciszek Przebindowski artystą malarzem.

## Życiorys
Po raz pierwszy Zdzisław Przebindowski wystawił swoje prace w gimnazjum im. Jana III Sobieskiego w Krakowie, do którego uczęszczał. W 1920 roku podjął naukę w poznańskiej Szkole Sztuk Zdobniczych i Przemysłu Artystycznego. W 1925 roku powrócił do Krakowa. Został studentem Akademii Sztuk Pięknych (pracownia F. Pautscha), którą to uczelnię ukończył z wyróżnieniem (stypendysta Funduszu Kultury Narodowej). Po skończeniu studiów osiadł na jakiś czas w Paryżu. Następnie mieszkał i pracował kolejno w Wenecji, Florencji i Rzymie. Zwiedzał również wybrzeże Afryki. Na przełomie 1937 i 1938 roku powrócił do Krakowa i podjął pracę pedagogiczną na ASP, którą przerywa II wojna światowa. Wrócił na uczelnię w roku 1945, gdzie pracował do 1972 roku.
Malował pejzaże, sceny rodzajowe, martwe natury, portrety. Działał w licznych organizacjach i towarzystwach (m.in.: Towarzystwo „Sztuka”, Towarzystwo Sztuk Pięknych, Związek Polskich Artystów Plastyków). Odznaczony Krzyżem Kawalerskim Orderu Odrodzenia Polski. Jego prace znajdują się m.in. w Muzeum Narodowym w Krakowie, Muzeum Narodowym w Poznaniu, Muzeum Śląska Opolskiego, Muzeum w Grudziądzu, w kolekcjach prywatnych. Pochowany na cmentarzu Rakowickim w Krakowie (kwatera VI, pas wschodni). W 1996 roku nazwano jego imieniem jedną z ulic w Krakowie.

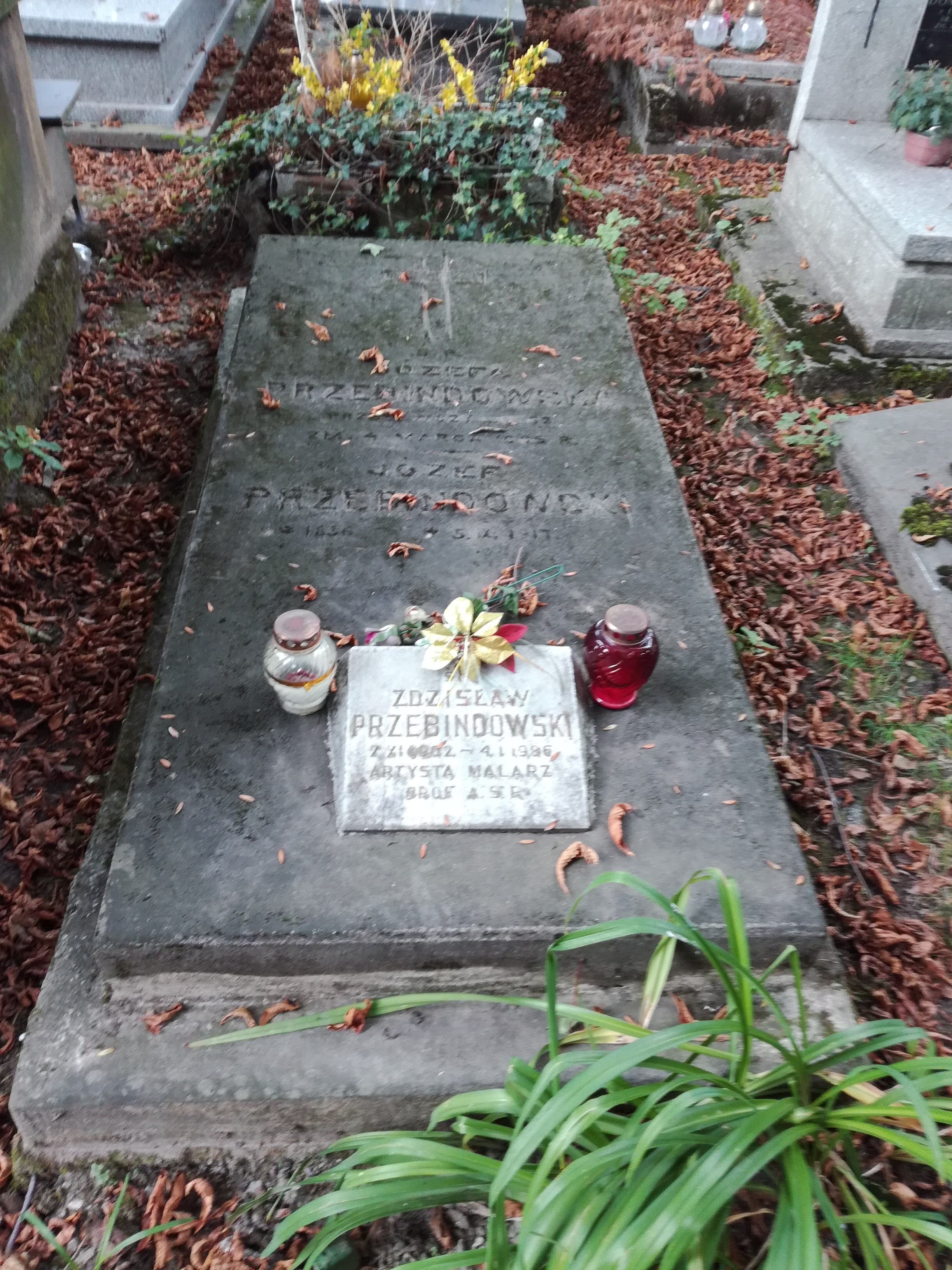
Grób Zdzisława i Józefa Przebindowskiego na cmentarzu Rakowickim w Krakowie